# قطار الطريق

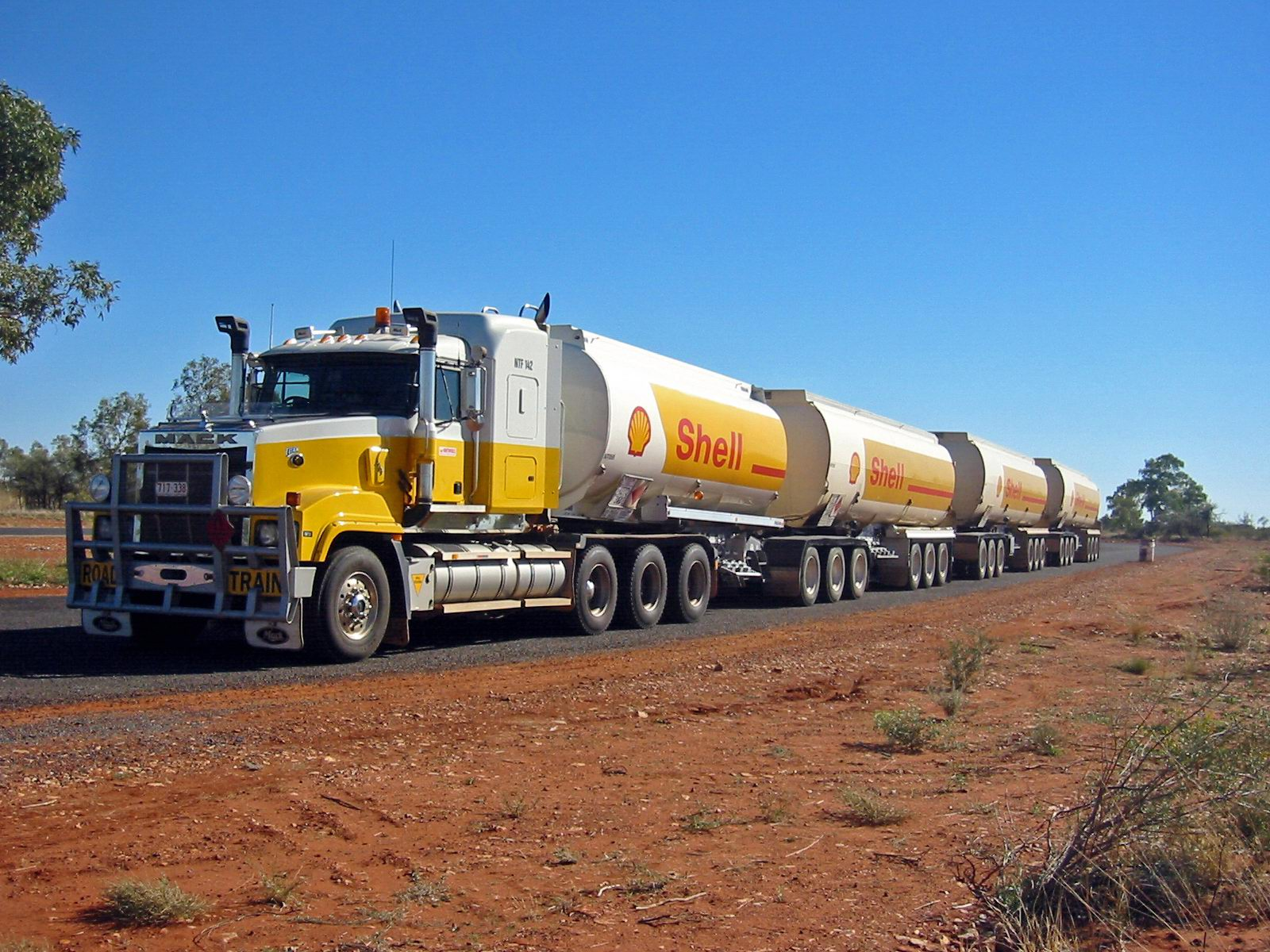
قطار الطريق

قطار الطريق هو شاحنة كبيرة مكونة من عدة عربات تجرها جرار الطرقات. تستعمل في مناطق بعيدة في أستراليا و الولايات المتحدة الأمريكية و غرب كندا لنقل الحمولات الكبيرة بشكل فعال.